# Polizeipräsidium Oberbayern

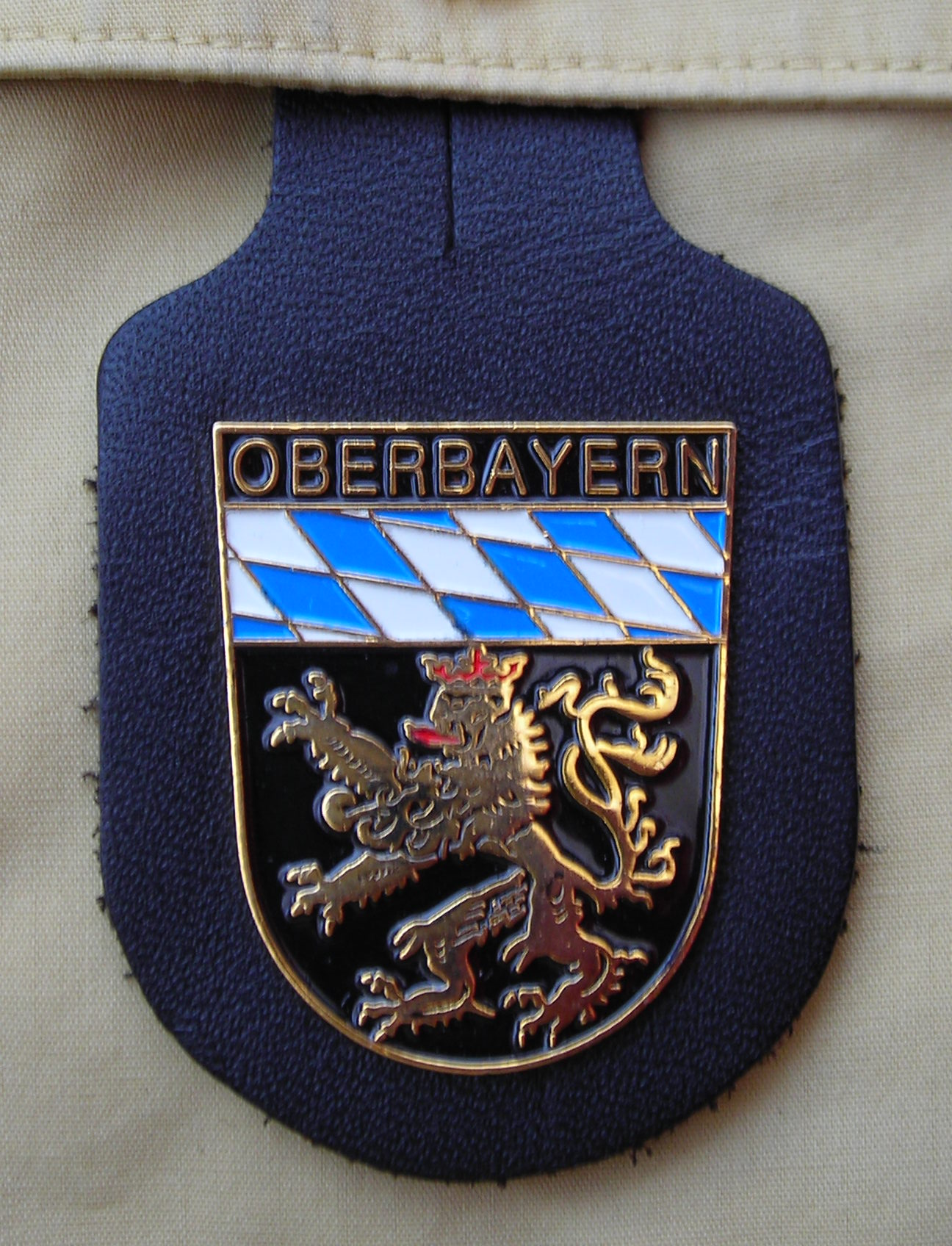
Verbandsabzeichen des PP Oberbayern

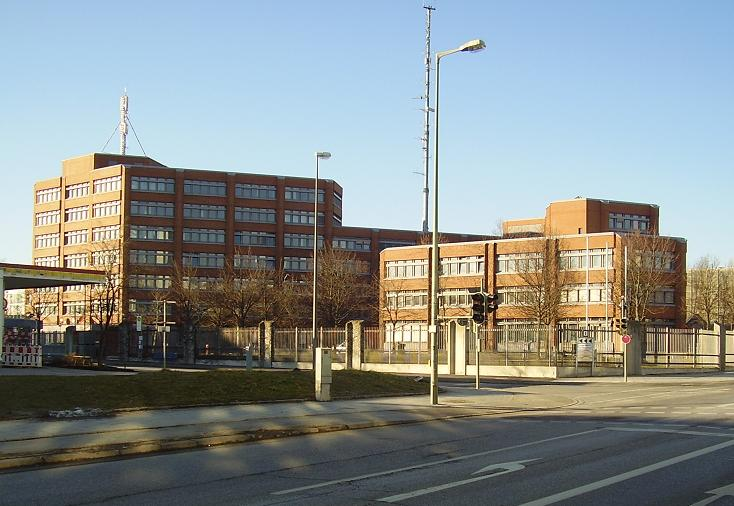
Dienstgebäude in München-Milbertshofen (Knorrstr. 139)

Das Polizeipräsidium Oberbayern (PP Oberbayern) war bis 8. Januar 2009 ein Polizeipräsidium mit Sitz in München, das für den Regierungsbezirk Oberbayern, ausgenommen die Stadt und den Landkreis München, örtlich zuständig war. Die Behörde wurde aufgelöst und ist in das Polizeipräsidium Oberbayern Süd in Rosenheim und das Polizeipräsidium Oberbayern Nord in Ingolstadt aufgegangen.
Der Bereich umfasste etwa 16.500 km² und wies zwischen Eichstätt und Bad Reichenhall eine Ausdehnung von ca. 230 km auf. Im örtlichen Zuständigkeitsbereich lebten rund 2,5 Millionen Einwohner. Sie bestand aus sieben Polizeidirektionen mit 56 Polizeiinspektionen, vier Polizeistationen, sechs Kriminalpolizeiinspektionen und drei Kriminalpolizeistationen, sechs Verkehrspolizeiinspektionen und zwei Autobahnpolizeistationen. Dem Präsidium gehörten mit den nachgeordneten Dienststellen 4.700 Polizeibeamte an.
Amtierender Polizeipräsident war zuletzt Franz Mayer, Polizeivizepräsident war Johann Rast.
Das Dienstgebäude des Präsidiums war gleichzeitig Sitz des Bayerischen Landesamtes für Verfassungsschutz. Als eine der wenigen Polizeien in Deutschland unterhielt sie eine Dienststelle außerhalb des Bundesgebietes (Salzburg Hauptbahnhof).

## Benachbarte Kräfte
- Bayerische Polizei
  - Polizeipräsidium München
  - Bayerische Bereitschaftspolizei (Standorte Dachau, München und Eichstätt)
- Bayerisch Schwaben
  - Polizeipräsidium Schwaben Nord
  - Polizeipräsidium Schwaben Süd/West
- Bundespolizei
  - Bundespolizeiinspektion München, Rosenheim u. a.